# Nesticus
Genre
Synonymes
- Ivesia Petrunkevitch, 1925
- Yvesella Arndt, 1928
- Tuganobia Chamberlin, 1933

Nesticus est un genre d'araignées aranéomorphes de la famille des Nesticidae.

## Distribution
Les espèces de ce genre se rencontrent en Asie, en Amérique et en Europe, et quelques-unes en Afrique.

## Liste des espèces
Selon World Spider Catalog (version 24, 13/02/2023) :
- Nesticus abukumanus Yaginuma, 1979
- Nesticus acrituberculum Kim, Yoo, Lee, Lee, Choi & Lim, 2014
- Nesticus afghanus Roewer, 1962
- Nesticus akamai Yaginuma, 1979
- Nesticus akiensis Yaginuma, 1979
- Nesticus akiyoshiensis (Uyemura, 1941)
- Nesticus ambiguus Denis, 1950
- Nesticus anagamianus Yaginuma, 1976
- Nesticus antillanus Bryant, 1940
- Nesticus archeri Gertsch, 1984
- Nesticus arganoi Brignoli, 1972
- Nesticus asuwanus Nishikawa, 1986
- Nesticus bacchus Estol & Rodrigues, 2017
- Nesticus barri Gertsch, 1984
- Nesticus barrowsi Gertsch, 1984
- Nesticus binfordae Hedin & Milne, 2023
- Nesticus birsteini Charitonov, 1947
- Nesticus bishopi Gertsch, 1984
- Nesticus bondi Hedin & Milne, 2023
- Nesticus brasiliensis Brignoli, 1979
- Nesticus breviscapus Yaginuma, 1979
- Nesticus brignolii Ott & Lise, 2002
- Nesticus brimleyi Gertsch, 1984
- Nesticus bungonus Yaginuma, 1979
- Nesticus calilegua Ott & Lise, 2002
- Nesticus campus Gertsch, 1984
- Nesticus canei Hedin & Milne, 2023
- Nesticus carolinensis (Bishop, 1950)
- Nesticus carteri Emerton, 1875
- Nesticus caverna Gertsch, 1984
- Nesticus cellulanus (Clerck, 1757)
- Nesticus cherokeensis Hedin & Milne, 2023
- Nesticus chikunii Yaginuma, 1980
- Nesticus citrinus (Taczanowski, 1874)
- Nesticus concolor Roewer, 1962
- Nesticus coreanus Paik & Namkung, 1969
- Nesticus cressleri Zigler & Milne, 2022
- Nesticus crosbyi Gertsch, 1984
- Nesticus delfini (Simon, 1904)
- Nesticus dellingeri Hedin & Milne, 2023
- Nesticus dilutus Gertsch, 1984
- Nesticus dykemanae Hedin & Milne, 2023
- Nesticus echigonus Yaginuma, 1986
- Nesticus flavidus Paik, 1978
- Nesticus furenensis Yaginuma, 1979
- Nesticus furtivus Gertsch, 1984
- Nesticus gastropodus Kim & Ye, 2014
- Nesticus georgia Gertsch, 1984
- Nesticus gertschi Coyle & McGarity, 1992
- Nesticus gondai Yaginuma, 1979
- Nesticus gujoensis Yaginuma, 1979
- Nesticus higoensis Yaginuma, 1977
- Nesticus hoffmanni Gertsch, 1971
- Nesticus holsingeri Gertsch, 1984
- Nesticus inconcinnus Simon, 1907
- Nesticus iriei Yaginuma, 1979
- Nesticus ivone Faleiro & Santos, 2011
- Nesticus iwatensis Yaginuma, 1979
- Nesticus jamesoni Gertsch, 1984
- Nesticus jemisinae Hedin & Milne, 2023
- Nesticus jonesi Gertsch, 1984
- Nesticus kaiensis Yaginuma, 1979
- Nesticus karyuensis Yaginuma, 1980
- Nesticus kataokai Yaginuma, 1979
- Nesticus kosodensis Yaginuma, 1972
- Nesticus kunisakiensis Irie, 1999
- Nesticus kuriko Yaginuma, 1972
- Nesticus kyongkeomsanensis Namkung, 2002
- Nesticus latiscapus Yaginuma, 1972
- Nesticus lindbergi Roewer, 1962
- Nesticus longiscapus Yaginuma, 1976
- Nesticus lowderi Hedin & Milne, 2023
- Nesticus lula Zigler & Milne, 2022
- Nesticus maculatus Bryant, 1948
- Nesticus masudai Yaginuma, 1979
- Nesticus mikawanus Yaginuma, 1979
- Nesticus mimus Gertsch, 1984
- Nesticus monticola Yaginuma, 1979
- Nesticus nahuanus Gertsch, 1971
- Nesticus nasicus Coyle & McGarity, 1992
- Nesticus nishikawai Yaginuma, 1979
- Nesticus noroensis Mashibara, 1993
- Nesticus paynei Gertsch, 1984
- Nesticus pecki Hedin & Dellinger, 2005
- Nesticus potreiro Ott & Lise, 2002
- Nesticus potterius (Chamberlin, 1933)
- Nesticus rainesi Gertsch, 1984
- Nesticus rakanus Yaginuma, 1976
- Nesticus ramirezi Ott & Lise, 2002
- Nesticus reclusus Gertsch, 1984
- Nesticus reddelli Gertsch, 1984
- Nesticus roanensis Hedin & Milne, 2023
- Nesticus salta Torres, Pardo, González-Reyes, Rodríguez Artigas & Corronca, 2016
- Nesticus secretus Gertsch, 1984
- Nesticus sedatus Gertsch, 1984
- Nesticus sheari Gertsch, 1984
- Nesticus shinkaii Yaginuma, 1979
- Nesticus shureiensis Yaginuma, 1980
- Nesticus silvanus Gertsch, 1984
- Nesticus sodanus Gertsch, 1984
- Nesticus sonei Yaginuma, 1981
- Nesticus stupkai Gertsch, 1984
- Nesticus stygius Gertsch, 1984
- Nesticus suzuka Yaginuma, 1979
- Nesticus taim Ott & Lise, 2002
- Nesticus takachiho Yaginuma, 1979
- Nesticus tarumii Yaginuma, 1979
- Nesticus templetoni Hedin & Milne, 2023
- Nesticus tennesseensis (Petrunkevitch, 1925)
- Nesticus tosa Yaginuma, 1976
- Nesticus unicolor Simon, 1895
- Nesticus utatsuensis Tanikawa & Yawata, 2013
- Nesticus vazquezae Gertsch, 1971
- Nesticus yaginumai Irie, 1987
- Nesticus yamagatensis Yoshida, 1989
- Nesticus yamato Yaginuma, 1979
- Nesticus yeongchigulensis Kim, Ye & Kim, 2016
- Nesticus yesoensis Yaginuma, 1979
- Nesticus zenjoensis Yaginuma, 1978

## Systématique et taxinomie
Ce genre a été décrit par Thorell en 1869 dans les Theridiidae.
Ivesia a été placé en synonymie par Kaston en 1945.
Tuganobia a été placé en synonymie par Gertsch en 1984.

## Publication originale
- Thorell, 1869 : « On European spiders. Part I. Review of the European genera of spiders, preceded by some observations on zoological nomenclature. » Nova Acta Regiae Societatis Scientiarum Upsaliensis, sér. 3, vol. 7, p. 1-108 (texte intégral).